# Zelly and Me
Pour plus de détails, voir Fiche technique et Distribution.
Zelly and Me est un film américain, réalisé par Tina Rathborne (en), sorti en 1988.

## Fiche technique
- Titre : Zelly and Me
- Réalisation : Tina Rathborne
- Scénario : Tina Rathborne
- Photographie : Mikael Salomon
- Musique : Pino Donaggio
- Pays d'origine : États-Unis
- Format : Couleurs - Stéréo
- Durée : 87 minutes
- Date de sortie : 1988

## Distribution
- Alexandra Johnes : Phoebe
- Isabella Rossellini : Mademoiselle Zelly
- Glynis Johns : Co-Co
- Kaiulani Lee : Nora
- David Lynch : Willie
- Joe Morton : Earl